# ABUS
ABUS August Bremicker Söhne KG, comunemente nota come ABUS, è un'azienda tedesca produttrice di soluzioni di sicurezza, principalmente di tecnologia di sicurezza preventiva. L'azienda è stata fondata nel 1924 a Volmarstein una frazione di Wetter, nella Renania Settentrionale-Vestfalia, ed ha sempre avuto lì la propria sede. Il suo nome è l'acronimo del suo nome originale, August Bremicker und Söhne (August Bremicker e figli).
L'azienda, a conduzione familiare, offre una gamma di prodotti progettati per migliorare la sicurezza di case, mobili e proprietà. Nel corso degli anni, la sua gamma di prodotti si è ampliata fino a comprendere serrature, rilevatori di fumo, sistemi di videosorveglianza, sistemi di allarme, prodotti per la sicurezza di biciclette e imbarcazioni, sistemi di chiusura, sistemi di controllo degli accessi e soluzioni di domotica per clienti privati e commerciali.
Le sue attività si estendono all'Europa, all'Asia e agli Stati Uniti d'America ed impiega circa 4.000 persone nei suoi vari stabilimenti.

## Storia

### Fondazione dell'azienda: i primi anni fino al 1946
Le origini dell'azienda risalgono al 1924, quando l'allora sessantatreenne August Bremicker (186-1938), insieme ad alcuni dei suoi figli, fondò l'impresa. Inizialmente le attività produttive erano situate in una fucina seminterrata a Volmarstein. Inizialmente ABUS si limitava alla produzione di lucchetti. Uno dei primi prodotti usciti dalla fucina fu il lucchetto "Iron Rock". Cinque anni dopo la sua fondazione, l'azienda di famiglia acquistò un nuovo edificio di 6.000 metri quadrati a Volmarstein, per espandere la sua capacità produttiva. Alla fine degli anni venti del XX secolo, ABUS aveva aumentato la sua forza lavoro a oltre 30 dipendenti.
Nel 1931, introdusse sul mercato il suo primo lucchetto per bicicletta, il n. 1000. Crebbe ampliando i propri spazi, culminando nell'acquisizione di una fabbrica non impegnata. Un'ulteriore espansione avvenne nel 1936 con la costruzione di un nuovo edificio.
Alla fine degli anni trenta, contava circa 300 dipendenti e l'80% delle sue entrate proveniva dalle esportazioni. Durante il regime nazionalsocialista, ricorse all'impiego di lavoratori forzati provenienti da un campo di lavoro civile a Hagen. Tra questi lavoratori ci fu Pierre Roustan, il cui nome era associato all'azienda in un registro corrispondente con l'attività indicata come “Bremicker Soehne, August, Volmarstein”.
All'indomani della Seconda guerra mondiale, fu costretta a sospendere completamente le attività produttive.

### Rinascita postbellica e ulteriori sviluppi (1947-1999)

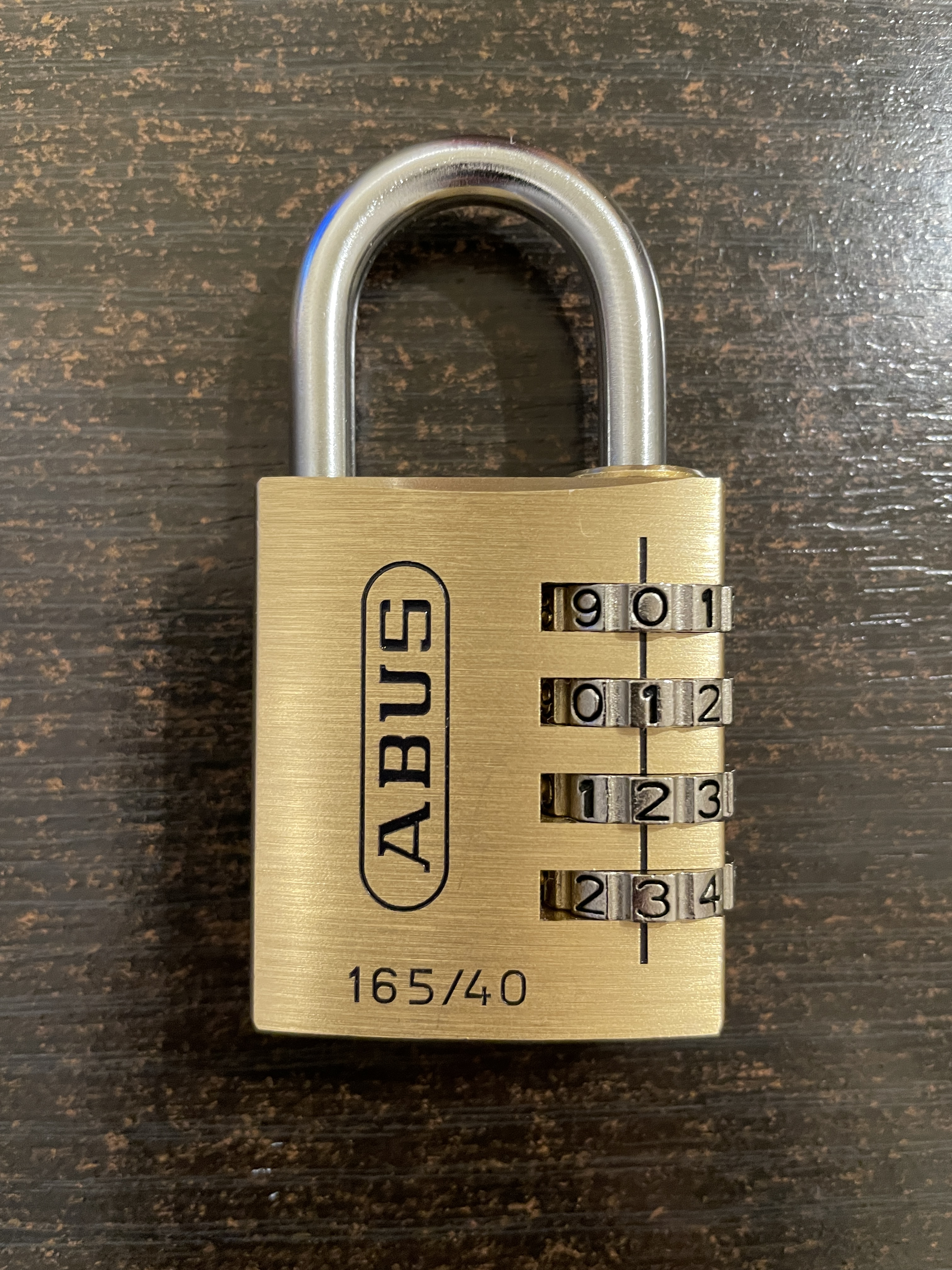
Lucchetto in ottone prodotto da ABUS.

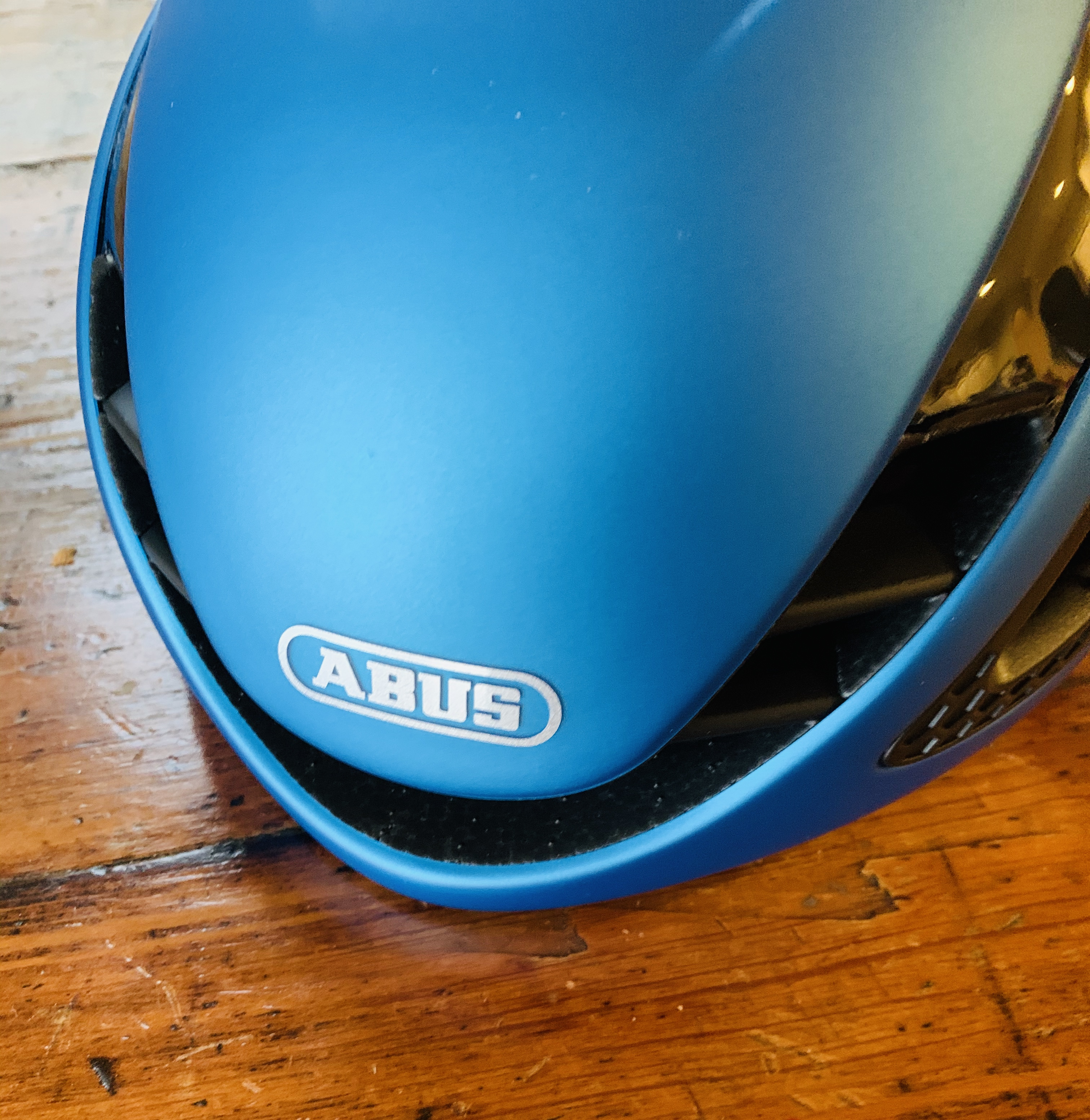
Casco per bicicletta prodotto da ABUS.

Nel 1947, ricevette l'autorizzazione ufficiale a riprendere le attività. L'azienda ricominciò con un organico di 79 dipendenti. Nel 1949, commemorò il suo 25º anniversario con l'introduzione del suo lucchetto innovativo, il lucchetto a disco. Il design del lucchetto continua a essere prodotto nello stabilimento di Hege ancora oggi. Fino agli anni cinquanta, produceva quasi esclusivamente lucchetti e lucchetti per biciclette in lamiera e acciaio. Tuttavia, poiché le esigenze di espansione superavano la capacità della sede originaria, nel 1957 costruì un secondo stabilimento a Rehe, nel Westerwald. Dal 1957, ha trasformato lo stabilimento di Rehe in un centro poliedrico, comprendente impianti di produzione, un centro di ricerca e sviluppo interno e, a partire dalla fine degli anni novanta, un centro di formazione dedicato. Con l'espansione, il sito di Rehe ha permesso ad ABUS di diversificare la sua gamma di prodotti per produrre soluzioni di sicurezza che comprendono la sicurezza domestica, la protezione della proprietà e la sicurezza mobile.
Nel 1958, si cimentò nella produzione di lucchetti in ottone, diventando la prima azienda tedesca a introdurre questa forma di serratura sul mercato. Nel 1961, in collaborazione con un'azienda manifatturiera italiana, l'azienda aggiunse i cilindri profilati al suo catalogo di prodotti.
Con l'aumento delle esportazioni, nel 1969 fondò la ABUS Hong Kong Ltd, che segnò l'inizio della sua presenza nell'area indo-asiatica. L'azienda gestisce oggi diversi stabilimenti dedicati alla produzione di lucchetti in ottone e altre soluzioni di sicurezza in Estremo Oriente.
All'inizio degli anni settanta, l'azienda ha ampliato la sua gamma di prodotti di sicurezza meccanica per case e appartamenti. Da allora, la gamma ha incluso anche serrature per porte e finestre. Nel 1971, ABUS ha prodotto il primo lucchetto a grillo alto (noto anche come lucchetto a U), sviluppando così il primo lucchetto a grillo per le due ruote. Nel 1979, l'azienda presentò al mercato la prima serratura per finestre, seguita dall'introduzione della porta blindata nel 1984. Dieci anni più tardi, l'azienda creò la ABUS demo security house, che mostrava potenziali dispositivi di sicurezza che andavano dalla cantina al tetto, offrendo ai consumatori una visione di prima mano dell'efficacia delle soluzioni di sicurezza per le proprietà residenziali.
Nel 1993, ha scorporato la sua divisione Mobile Security, razionalizzando le operazioni per concentrarsi sulle sue competenze principali. L'anno successivo, nel 1994, l'azienda ha iniziato a vendere caschi da bicicletta, entrando nel mercato della sicurezza personale.
Dal 1997, l'azienda deivenne fornitore ufficiale di formazione per le forze dell'ordine, compresa la polizia. Offre programmi di formazione completi e personalizzati per agenti di polizia, formatori e consulenti di sicurezza sui temi della protezione antieffrazione e della sicurezza meccanica.

### Storia recente (dal 2000)
Nel corso degli anni duemila, acquistò diverse società o rami d'azienda. Queste acquisizioni rigurdarono nuovi settori, tra cui i sistemi di allarme integrati, i sistemi di videosorveglianza, le funzioni estese per i sistemi di chiusura, i sistemi di chiusura e i dispositivi di commutazione, ampliando l'offerta di prodotti.
Furono effettuate le seguenti acquisizioni:
- SCA Security-Centre (sistemi di allarme e sistemi di videosorveglianza), fondata nel giugno 1999 e acquisita da ABUS nel giugno 2001.
- Schließanlagen GmbH Pfaffenhain (sistemi di chiusura), acquisita nel gennaio 2003.
- Nell'ottobre 2003, rilevò il ramo di produzione delle placchette dal produttore di cerniere per porte Dr Hahn, di Mönchengladbach.
- Nel settembre 2010 rievò la SECCOR high security GmbH (sistemi di chiusura elettronici e dispositivi di commutazione).
- Nel gennaio 2020, rilevò il ramo di produzione dei cilindri di Metafa Holland B.V.
- Nel 2021 acquistò Maxi Studio S.R.L., un produttore italiano di caschi con cui l'azienda collaborava dal 2016.

In concomitanza con queste acquisizioni, ha attuato cambiamenti organizzativi, tra cui la ridenominazione delle filiali per riflettere un più stretto allineamento con la società madre. Le filiali sono state rinominate ABUS Security Center GmbH & Co. KG (con sede a Wetter) e una filiale ad Affing, vicino ad Augsburg), ABUS Pfaffenahin GmbH (con sede a Pfaffenhain) e ABUS Seccor GmbH (con sede a Ottobrunn). Sector high security GmbH è stata fusa in ABUS Sector GmbH il 1° gennaio 2017.
Nel 2015, l'azienda inaugurò ABUS Security World presso la sede centrale di Wetter. Questa struttura ospita un centro di esperienza del marchio completo, con un'ampia area espositiva di oltre 1.000 metri quadrati e un museo.
Alla fine del 2020, l'azienda iniziò la costruzione di un nuovo centro per uffici ed esposizioni, ABUS Office World, presso il sito di Wetter (Ruhr), che venne completato nel 2022.
Oltre a diversi stabilimenti di produzione in Germania, il Gruppo ABUS gestisce circa 20 filiali estere in Europa, Stati Uniti e Cina. È leader del mercato mondiale dei lucchetti e delle serrature per biciclette. Nel 2024 festeggiò il suo 100° anniversario.

## Sedi
Oltre a diversi siti di sviluppo e produzione in Germania, l'azienda dispone di filiali estere in Europa, Stati Uniti e Cina.
- Germania (Wetter, Rehe, Pfaffenhain, Affing)
- Belgio (Hasselt)
- Cina (Shenzhen, Kalping)
- Danimarca (Horsens)
- Francia (Villeneuve le Roi)
- Gran Bretagna (Bristol)
- Hong Kong
- Italia (Imola, Vanzo Nuovo)
- Paesi Bassi (Terschuur, Son)
- Austria (Wiener Neudorf)
- Polonia (Święcice)
- Romania (Oradea)
- Svizzera (Baar)
- Spagna (Erandio)
- Repubblica Ceca (Vestec)
- Ungheria (Budapest)
- USA (Phoenix, Chicago)